# Квинт Фуфиций Корнут
Квинт Фуфи́ций Корну́т (лат. Quintus Fuficius Cornutus; умер после 147 года) — римский государственный и военный деятель, консул-суффект 147 года.
Корнут родился около 110 года. Возможно, он служил военным трибуном в Иудее в 132—133 годах и участвовал в подавлении восстания Бар-Кохбы. Есть версия, что за заслуги в этой войне Квинт был награждён. В 134 году он находился на посту квестора. В 136 году Корнут был народным трибуном. Спустя два года он занимал должность претора. Примерно в 139—141 годах Квинт был легатом легиона, а в 142—144 — судьей в Астурии и Галлеции. В 145—147 он управлял Нижней Паннонией в качестве легата. Вершиной его карьеры была должность консула-суффекта, которую Корнут занимал в 147 году. Кроме того, он был жрецом обожествленного императора Тита.